# Siptornis
Siptornis is een geslacht van zangvogels uit de familie van de ovenvogels (Furnariidae).

## Soorten
Het geslacht omvat de volgende soort:
- Siptornis striaticollis – Brilstekelstaart